# Tolsti Vrh, Šentjernej
Tolsti Vrh este o localitate din comuna Šentjernej, Slovenia, cu o populație de 97 de locuitori.